# Economia en l'islam
L'economia en l'islam fa referència als estudis que s'han fet sobre l'ordre econòmic conforme a les escriptures i les tradicions sagrades islàmiques. S'ha de tenir en compte que la xaria condemna la usura (ribà). Les normes de comportament dins l'economia deriven principalment de l'Alcorà i la sunna i els impostos (zakat) a més de la prohibició de la usura.
En l'islam xiïta, alguns especialistes com Mahmud Taleghani i Mohammad Baqir al-Sadr, han desenvolupat una "economia islàmica" fent èmfasi en aixecar les masses de pobres, un paper més gran de l'estat en assumptes com els de la circulació i distribució equitativa de la riquesa i assegurar que els participants en el mercat seran recompensats per estar exposats al risc i la responsabilitat.
El sistema econòmic islàmic es descriu generalment com una tercera via entre capitalisme i socialisme sense els seus inconvenients.

## Història
Els conceptes econòmics islàmics tradicionals inclouen:
- Zakat - "impost sobre certs béns, com la collita, amb la intenció d'assignar aquests impostos a despeses explícitament definides com l'ajuda als necessitats."
- Gharar - "la prohibició d'elements d'incertesa en els contractes (cosa que exclou les assegurances i també finançar operacions sense participar en el risc)"
- Ribà - "referit a la usura".[3]

### Ibn Khaldun

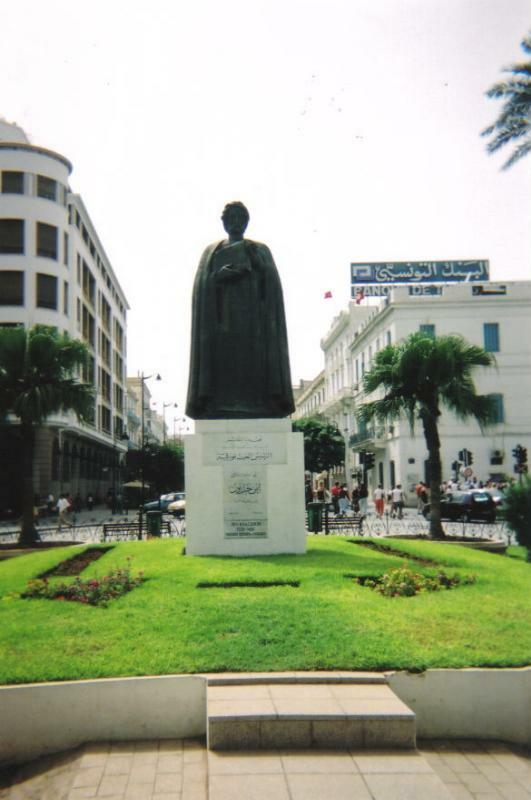
Estàtua d'Ibn Khaldunn a Tunis

Ibn Khaldun és considerat el pare de l'economia moderna. Segons aquest autor la cohesió social (asabiyya) és la causa, junt amb la divisió del treball, que algunes civilitzacions prosperin i altres no.

### Economia del Califat
Durant aquesta època va haver-hi una transformació social quan es donà el dret a comprar, vendre i heretar a persones individuals de qualsevol sexe, ètnia o religió. Els contractes més importants es feien per escrit.
Encara que l'economia del califat té similituds amb el socialisme modern també hi havia aspectes precapitalistes i de lliure mercat. Els conceptes d'ajuda financera i de pensió es troben ja en el zakat. Al Califat ja es procurava ajudar els necessitats.

### Era postcolonial
Els especialistes islàmics intentaren crear un sistema econòmic propi. Els escrits de Mohammad Baqir al-Sadr i altres descriuen l'islam com una religió compromesa amb la justícia social, l'equitativa distribució de la riquesa i la causa de les masses desfavorides i refuten les teories marxistes i capitalistes tot i que propugnen que la propietat de la terra no sigui privada. Aquestes idees influïren la revolució islàmica de l'Iran, on hi va haver un gran sector públic tot i que la renda per capita baixà respecte a la del règim del Xa.